# Floridia
Floridia (em siciliano Ciuriddia) é uma comuna italiana da região da Sicília, província de Siracusa, com cerca de 20 803 habitantes. Estende-se por uma área de 26,22 km², tendo uma densidade populacional de 800 hab/km². Faz fronteira com Palazzolo Acreide, Siracusa, Solarino.

## Demografia
| Variação demográfica do município entre 1861 e 2011                               |
|                                                                                   |
| Fonte: Istituto Nazionale di Statistica (ISTAT) - Elaboração gráfica da Wikipedia |

## Clima
Em 11 de agosto de 2021, registou-se em Florida a temperatura de 48,8ºC, a mais alta registada na Europa.